# طيبة الفرج
طيبة الفرج (4 فبراير 1947 - 17 فبراير 2002)، ممثلة كويتية.

## عن حياتها
تلقت تعليمها الابتدائي في مدرسة «حولي الابتدائية للبنات»، ثم في مدرسة «اليرموك المتوسطة»، بعد ذلك تعلّمت اللغة الإنجليزية في مدرسة «راهبات الوردية» على مدى موسم دراسي كامل، بدأت مشوارها الفني وهي في الرابعة عشرة من عمرها مع الفنان محمد النشمي في برنامجه «ديوانية التلفزيون» الذي كان له الفضل في انضمامها إلى «فرقة المسرح الشعبي» في تاريخ 11 نوفمبر 1963. وبعد عام واحد من ذلك التاريخ برزت كوجه مسرحي جديد في مسرحية سكانه مرته من تأليف و إخراج عبد الرحمن الضويحي، ثم تبعتها بعض الأعمال المسرحية من أهمها مغامرة رأس المملوك من تأليف سعد الله ونوس وإخراج أحمد عبد الحليم ومسرحيات أخرى مثل ضعنا بالطوشة من إخراج عبد الأمير مطر والعلامة هدهد من إخراج إبراهيم الصلال.
وعرفت في كثير من الأعمال الفنية الشهيرة في المسرح والإذاعة والتلفزيون، وامتد مشوارها الفني حوالي 37 عامًا ارتحلت خلاله من التلفزيون إلى المسرح والإذاعة وقدمت خلاله أشهر أعمالها مع الفرق المسرحية الأهلية إضافة إلى أكثر من 50 مسلسلًا وسهرة وشاركت في عدة مهرجانات مسرحية محلية وعربية.
تُوفيت طيبة الفرج في 17 فبراير 2002 بعُمر 55 عاماً، بسبب هبوط حاد في القلب.

### حياتها الأسرية
تزوجت من الفنان جاسم النبهان في 14 مارس 1965  وانجبت 6 أبناء هم:
- طلال.
- فاطمة.
- محمد.
- عنود.
- عبد الله.
- عزيزة.

## أعمالها

### من المسلسلات
| سنه الإنتاج | اسم المسلسل             | الشخصية    |
| ----------- | ----------------------- | ---------- |
| 1977        | رحلة عذاب               |            |
| 1978        | طيبة وبدر               |            |
| 1979        | مذكرات جحا              | ريما الفلح |
| 1979        | الدكتور                 |            |
| 1981        | طيور على الماء          |            |
| 1982        | خرج ولم يعد             | نوال       |
| 1982        | أحلام صغيرة             |            |
| 1983        | غدا تبدأ الحياة         |            |
| 1983        | الأسوار                 |            |
| 1984        | إلى من يهمه الأمر       |            |
| 1987        | على الدنيا السلام       | لطيفة      |
| 1989        | الحادث - سهرة تلفزيونية |            |
| 1992        | الملقوفة                |            |
| 1992        | الانحراف                |            |
| 1993        | سليمان الطيب            | ام ناصر    |
| 1994        | بو متيح يوش متيح يطش    |            |
| 1994        | العقاب                  | ام ابوخالد |
| 1997        | بيت تسكنه سمره          |            |
| 1999        | الدردور                 | ام مبارك   |
| 2000        | سوق المقاصيص            | ماما حسينه |

### من المسرحيات
| سنه الإنتاج | المسرحية        |
| ----------- | --------------- |
| 1963        | حظها يكسر الصخر |
| 1964        | سكانه مرته      |
| 1970        | العلامة هدهد    |
| 1971        | ضاع الديك       |
| 1972        | ثور عيده        |
| 1974        | ضعنا بالطوشة    |
| 1994        | على قشر موز     |

## روابط خارجية
- طيبة الفرج على موقع قاعدة بيانات الأفلام العربية